# فورت سانير (نيومكسيكو)
فورت سانير (بالإنجليزية: Fort Sumner, New Mexico)‏ هي منطقة سكنية تقع في الولايات المتحدة في مقاطعة دي باكا. يقدر عدد سكانها بـ 1,249 نسمة ومساحتها 8.6 كم2 وترتفع عن سطح البحر 1,229 متر.

## التركيبة السكانية
حدّد مكتب تعداد الولايات المتحدة بيانات التركيبة السكانية لفورت سانير في تعداد الولايات المتحدة. في ما يلي، التركيبة السكانية حسب تعدادي 2000 و2010.

### تعداد عام 2000
بلغ عدد سكان فورت سانير 1,249 نسمة بحسب تعداد عام 2000، وبلغ عدد الأسر 533 أسرة وعدد العائلات 313 عائلة مقيمة في القرية. في حين سجلت الكثافة السكانية 144.2 نسمة لكل كيلومتر مربع (373.5/ميل2). وبلغ عدد الوحدات السكنية 680 وحدة بمتوسط كثافة قدره 78.5 لكل كيلومتر مربع (203.3/ميل2).
وتوزع التركيب العرقي للقرية بنسبة 81.91% من البيض و0.80% من الأمريكيين الأصليين و0.08% من الأمريكيين ذوي الأصول الآسيوية و15.29% من الأعراق الأخرى و1.92% من عرقين مختلطين أو أكثر و48.28% من الهسبانيون أو اللاتينيون من أي عرق.
بلغ عدد الأسر 533 أسرة كانت نسبة 25.7% منها لديها أطفال تحت سن الثامنة عشر تعيش معهم، وبلغت نسبة الأزواج القاطنين مع بعضهم البعض 45.8% من أصل المجموع الكلي للأسر، ونسبة 9.4% من الأسر كان لديها معيلات من الإناث دون وجود شريك،  بينما كانت نسبة 3.6% من الأسر لديها معيلون من الذكور دون وجود شريكة وكانت نسبة 41.3% من غير العائلات. تألفت نسبة 38.6% من أصل جميع الأسر من عدة أفراد يعيشون في نفس المنزل ونسبة 23.3% كانت تتألف من شخص يعيش بمفرده يبلغ من العمر 65 عاماً أو أكثر. وبلغ متوسط حجم الأسرة المعيشية 2.21، أما متوسط حجم العائلات فبلغ 2.97.
بلغ العمر الوسطي للسكان 45.6 عاماً. وكانت نسبة 22.4% من القاطنين تحت سن الثامنة عشر، وكانت نسبة 5.6% بين الثامنة عشر والرابعة والعشرين عاماً، ونسبة 20.9% كانت واقعةً في الفئة العمرية ما بين الخامسة والعشرين والرابعة والأربعين عاماً، ونسبة 19.3% كانت ما بين الخامسة والأربعين والرابعة والستين، ونسبة 26.1% كانت ضمن فئة الخامسة والستين عاماً فما فوق. يوجد لكل 100 أنثى 96.7 ذكر، ويوجد لكل 100 أنثى في الثامنة عشر من عمرها فما فوق 91.1 ذكر.
بلغ متوسط دخل الأسرة في القرية 19,583 دولارًا، أما متوسط دخل العائلة فبلغ 28,625 دولارًا. وكان متوسط دخل الذكور 24,722 دولارًا مقابل 16,953 دولارًا للإناث. وسجل دخل الفرد الخاص بالقرية 13,327 دولارًا. وكانت نسبة 20.4% من العائلات ونسبة 25.3% من السكان تحت خط الفقر، وكان من هؤلاء نسبة 33.9% تحت سن الثامنة عشر ونسبة 17.1% في الخامسة والستين من العمر وما فوق.

### تعداد عام 2010
بلغ عدد سكان فورت سانير 1,031 نسمة بحسب تعداد عام 2010، وبلغ عدد الأسر 489 أسرة وعدد العائلات 276 عائلة مقيمة في القرية. في حين سجلت الكثافة السكانية 119.1 نسمة لكل كيلومتر مربع (308.5/ميل2). وبلغ عدد الوحدات السكنية 662 وحدة بمتوسط كثافة قدره 76.4 لكل كيلومتر مربع (197.9/ميل2).
وتوزع التركيب العرقي للقرية بنسبة 82.93% من البيض و0.10% من الأمريكيين الأفارقة و0.58% من الأمريكيين الأصليين و11.25% من الأعراق الأخرى و5.14% من عرقين مختلطين أو أكثر و54.61% من الهسبانيون أو اللاتينيون من أي عرق.
بلغ عدد الأسر 489 أسرة كانت نسبة 26.2% منها لديها أطفال تحت سن الثامنة عشر تعيش معهم، وبلغت نسبة الأزواج القاطنين مع بعضهم البعض 39.1% من أصل المجموع الكلي للأسر، ونسبة 11.9% من الأسر كان لديها معيلات من الإناث دون وجود شريك،  بينما كانت نسبة 5.5% من الأسر لديها معيلون من الذكور دون وجود شريكة وكانت نسبة 43.6% من غير العائلات. تألفت نسبة 40.1% من أصل جميع الأسر من عدة أفراد يعيشون في نفس المنزل ونسبة 20.9% كانت تتألف من شخص يعيش بمفرده يبلغ من العمر 65 عاماً أو أكثر. وبلغ متوسط حجم الأسرة المعيشية 2.09، أما متوسط حجم العائلات فبلغ 2.79.
بلغ العمر الوسطي للسكان 47.3 عاماً. وكانت نسبة 22.5% من القاطنين تحت سن الثامنة عشر، وكانت نسبة 4.6% بين الثامنة عشر والرابعة والعشرين عاماً، ونسبة 19.7% كانت واقعةً في الفئة العمرية ما بين الخامسة والعشرين والرابعة والأربعين عاماً، ونسبة 27.4% كانت ما بين الخامسة والأربعين والرابعة والستين، ونسبة 25.8% كانت ضمن فئة الخامسة والستين عاماً فما فوق. وتوزع التركيب الجنسي للسكان بنسبة 47.8% ذكور و52.2% إناث.

## أعلام
- الولد بيلي